# Villa Yapeyú
Villa Yapeyú es una localidad del Gran Buenos Aires, Argentina. Pertenece al partido de San Martín.
Hasta 1952 se llamaba Villa Furst. 

## Geografía

### Límites
Se encuentra limitado por las siguientes calles:
- Calle San Lorenzo, Diagonal Leandro N. Alem, Avenida Ricardo Balbín (Ruta Provincial 8) y Avenida Presidente Perón.[2]

### Población
Contaba con 3,556 habitantes (Indec, 2001), situándose como la 25ª localidad del partido.
El barrio no posee plazas ni espacios verdes públicos. Sus espacios de recreación son el Club Villa Furst y el Centenario Boxing Club

### Sismicidad
La región responde a la «subfalla del río Paraná», y a la «subfalla del río de la Plata», con sismicidad baja; y su última expresión se produjo el 5 de junio de 1888 (137 años), a las 3.20 UTC-3, con una magnitud aproximadamente de 5,0 en la escala de Richter (terremoto del Río de la Plata de 1888).

### Clima
| Parámetros climáticos promedio de Villa Yapeyú, BA | Parámetros climáticos promedio de Villa Yapeyú, BA | Parámetros climáticos promedio de Villa Yapeyú, BA | Parámetros climáticos promedio de Villa Yapeyú, BA | Parámetros climáticos promedio de Villa Yapeyú, BA | Parámetros climáticos promedio de Villa Yapeyú, BA | Parámetros climáticos promedio de Villa Yapeyú, BA | Parámetros climáticos promedio de Villa Yapeyú, BA | Parámetros climáticos promedio de Villa Yapeyú, BA | Parámetros climáticos promedio de Villa Yapeyú, BA | Parámetros climáticos promedio de Villa Yapeyú, BA | Parámetros climáticos promedio de Villa Yapeyú, BA | Parámetros climáticos promedio de Villa Yapeyú, BA | Parámetros climáticos promedio de Villa Yapeyú, BA |
| Mes                                                | Ene.                                               | Feb.                                               | Mar.                                               | Abr.                                               | May.                                               | Jun.                                               | Jul.                                               | Ago.                                               | Sep.                                               | Oct.                                               | Nov.                                               | Dic.                                               | Anual                                              |
| -------------------------------------------------- | -------------------------------------------------- | -------------------------------------------------- | -------------------------------------------------- | -------------------------------------------------- | -------------------------------------------------- | -------------------------------------------------- | -------------------------------------------------- | -------------------------------------------------- | -------------------------------------------------- | -------------------------------------------------- | -------------------------------------------------- | -------------------------------------------------- | -------------------------------------------------- |
| Temp. máx. abs. (°C)                               | 39.7                                               | 39.3                                               | 37.5                                               | 35.8                                               | 30.4                                               | 27.6                                               | 27.8                                               | 34.2                                               | 34.3                                               | 34.7                                               | 36.0                                               | 38.1                                               | 39.7                                               |
| Temp. máx. media (°C)                              | 29.5                                               | 28.7                                               | 25.4                                               | 22.3                                               | 19.9                                               | 16.3                                               | 14.6                                               | 15.1                                               | 18.8                                               | 22.7                                               | 24.9                                               | 27.0                                               | 29.5                                               |
| Temp. media (°C)                                   | 23.6                                               | 23.0                                               | 19.9                                               | 16.9                                               | 14.4                                               | 10.8                                               | 9.6                                                | 10.5                                               | 13.6                                               | 16.6                                               | 19.2                                               | 21.4                                               | 16.6                                               |
| Temp. mín. media (°C)                              | 17.8                                               | 17.4                                               | 14.5                                               | 11.6                                               | 8.9                                                | 5.3                                                | 4.7                                                | 6.0                                                | 8.5                                                | 10.6                                               | 13.6                                               | 15.9                                               | 11.2                                               |
| Temp. mín. abs. (°C)                               | 4.6                                                | 1.9                                                | -1.7                                               | -4.8                                               | -4.9                                               | -6.3                                               | -7.2                                               | -5.4                                               | -4.5                                               | -3.9                                               | -0.3                                               | 1.8                                                | -7.2                                               |
| Precipitación total (mm)                           | 120.1                                              | 119.0                                              | 140.5                                              | 100.4                                              | 74.8                                               | 69.6                                               | 68.9                                               | 70.3                                               | 70.7                                               | 117.2                                              | 109.0                                              | 111.3                                              | 1171.8                                             |
| Nevadas (cm)                                       | 0                                                  | 0                                                  | 0                                                  | 0                                                  | 0                                                  | 0                                                  | 0                                                  | 0                                                  | 0                                                  | 0                                                  | 0                                                  | 0                                                  | 0                                                  |
| Días de precipitaciones (≥ )                       | 10                                                 | 10                                                 | 9                                                  | 9                                                  | 8                                                  | 6                                                  | 5                                                  | 7                                                  | 8                                                  | 9                                                  | 10                                                 | 10                                                 | 101                                                |
| Días de nevadas (≥ 0)                              | 0                                                  | 0                                                  | 0                                                  | 0                                                  | 0                                                  | 0                                                  | 0                                                  | 0                                                  | 0                                                  | 0                                                  | 0                                                  | 0                                                  | 0                                                  |
| Horas de sol                                       | 270                                                | 240                                                | 190                                                | 175                                                | 170                                                | 135                                                | 140                                                | 175                                                | 180                                                | 215                                                | 255                                                | 260                                                | 2405                                               |
| Humedad relativa (%)                               | 68                                                 | 67                                                 | 89                                                 | 83                                                 | 78                                                 | 75                                                 | 80                                                 | 81                                                 | 80                                                 | 79                                                 | 72                                                 | 70                                                 | 76.8                                               |
| Fuente: Servicio Meteorológico Nacional Argentino  |                                                    |                                                    |                                                    |                                                    |                                                    |                                                    |                                                    |                                                    |                                                    |                                                    |                                                    |                                                    |                                                    |

La Defensa Civil municipal debe advertir sobre escuchar y obedecer acerca de 
Área de
- Tormentas severas periódicas
- Baja sismicidad, con silencio sísmico de 137 años